# Argyrotheca woodwardiana
Argyrotheca woodwardiana är en armfotingsart som först beskrevs av Davidson 1866.  Argyrotheca woodwardiana ingår i släktet Argyrotheca och familjen Megathyrididae. Inga underarter finns listade i Catalogue of Life.